# Prionops alberti
Prionops alberti là một loài chim trong họ Prionopidae.